# Хильберт, Карл Оге
Карл Оге Хильберт (дат. Carl Aage Hilbert; 27 марта 1899, Копенгаген — 17 октября 1953, Копенгаген) — датский префект Фарерских островов с 1936 по 1945 год. В этот период Фарерские острова имели статус амта (округа) Дании.

## Биография
Карл Оге Хильберт родился в Копенгагене в семье Дореты Мари (урождённой Барнукка) и Эмиля Кристофера Хильберта. 
После немецкой оккупации Дании 9 апреля 1940 года Хильберт был фактически изолирован от политических властей в Копенгагене. Он сыграл решающую роль в гражданском управлении островами во время британской оккупации во время Второй мировой войны, с которой он сотрудничал. Во время его пребывания у власти с фарерских судов в целях идентификации союзников в связи с немецкой оккупацией Дании поднимался флаг Фарерских островов, а не флаг Дании.
Его сменил Кай А. Вагн-Хансен.